# Kretinismus
Als Kretinismus (abgeleitet von französisch crétin, möglicherweise von lateinisch crista, „Auswuchs, Erhebung“, bezogen auf den menschlichen Kropf) oder angeborenes Jodmangelsyndrom wird das durch eine unzureichende Wirkung von Schilddrüsenhormonen und Jodmangel verursachte Vollbild der unbehandelten angeborenen Hypothyreose (Schilddrüsenunterfunktion) bezeichnet.

## Symptome
Wenn die kindliche Schilddrüse zu wenig Thyroxin produziert, verlangsamt sich der gesamte Stoffwechsel. Es kommt zu Missbildungen des Skeletts (verkürzte Extremitäten, Kleinwuchs), Sprachstörungen, Schwerhörigkeit, evtl. Taubheit. Die Kinder haben oft eine dicke Zunge und trockene Haut, manchmal ein aufgedunsenes Gesicht. Außerdem kann Kretinismus zu einer Adipositas führen, bedingt durch den geringeren Grundumsatz bei Schilddrüsenunterfunktion. Häufig liegt eine Bindegewebsschwäche vor, die sich etwa durch das Auftreten eines Nabelbruchs zeigt. Möglich sind auch eine verminderte Spannkraft der Muskeln und das Auftreten unkoordinierter Bewegungen sowie eine zurückgebliebene geistige Entwicklung. Ursächlich hierfür ist, dass durch den Mangel an Schilddrüsenhormonen sowohl im zentralen als auch im peripheren Nervensystem die Ausbildung von Axonen, Dendriten, Nervensynapsen und Myelinscheiden verlangsamt ist.

## Ursachen

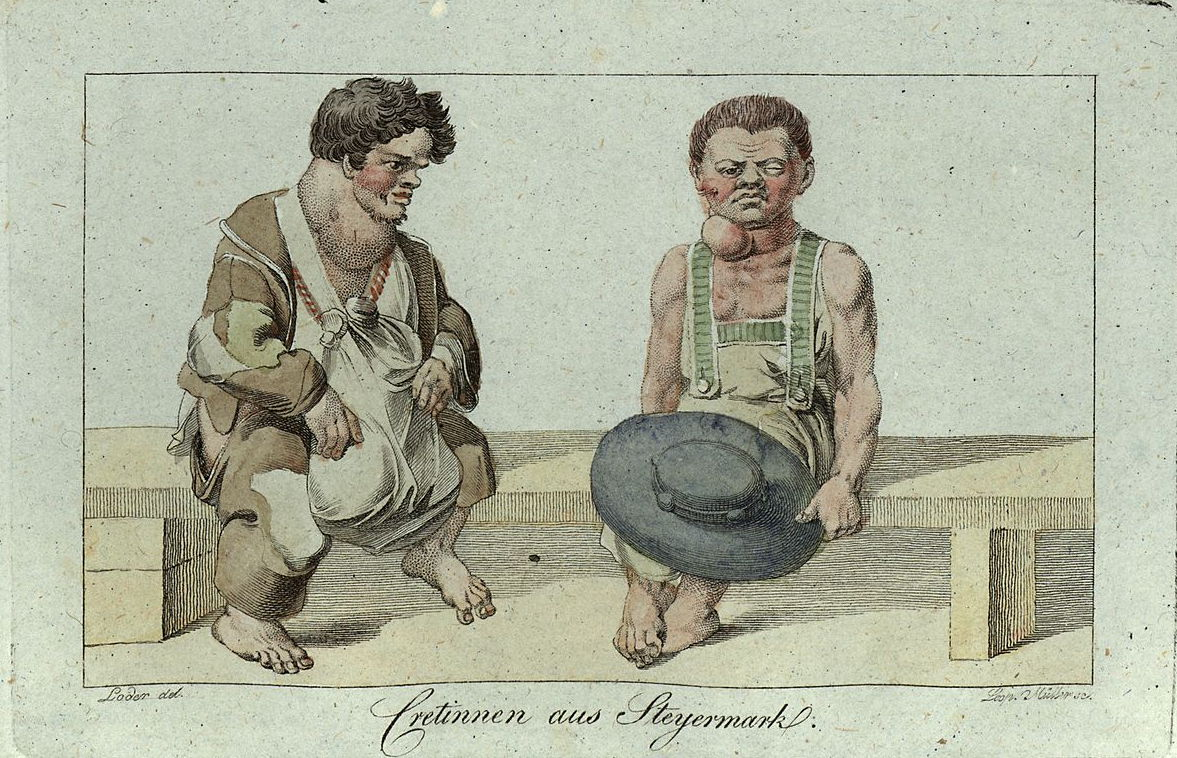
Cretinnen aus Steyermark, Kupferstich um 1815

Eine angeborene Hypothyreose, deren Vollbild der Kretinismus ist, tritt statistisch gesehen bei etwa 0,2 ‰ aller Neugeborenen auf. Er entsteht durch eine fehlende oder insuffizient angelegte Schilddrüse (Aplasie oder Dysplasie), eine nicht ausreichende Hormonbiosynthese oder -ausschüttung, selten auch durch eine Hormonresistenz aufgrund von T3-Rezeptordefekten. Auch Jodmangel bei der Mutter kann eine angeborene Hypothyreose des Kindes bedingen. Beim Kind ist der Jodmangel weltweit die häufigste vermeidbare Ursache von mentaler Retardierung. Jod wird von der Schilddrüse zur Bildung der Schilddrüsenhormone benötigt.
Ausgelöst werden kann der Kretinismus aber auch bereits im Mutterleib durch eine Schilddrüsenunterfunktion der Mutter. Produziert die Schilddrüse der Mutter zu wenig oder gar keine Schilddrüsenhormone, besteht die Gefahr von Missbildungen und neurologischen Schäden beim Kind, da in Zeiten des Wachstums die Zellen und Organe besonders stark von den Schilddrüsenhormonen abhängig sind.

## Diagnose
Da eine frühe Diagnosestellung über den weiteren Verlauf der Erkrankung entscheidet, ist ein Hypothyreosescreening gesetzlich vorgeschrieben. Hinweise auf eine verminderte Schilddrüsenfunktion werden durch eine Routineuntersuchung von einigen Tropfen Blut am 2.–5. Lebenstag, welches häufig aus der Ferse gewonnen wird, gesucht. Ein erhöhter TSH-Spiegel lässt hierbei Rückschlüsse auf eine Unterfunktion der Schilddrüse zu.

## Behandlung und Vorbeugung
Eine Behandlung sollte so früh wie möglich beginnen, sie kann das normale Körperwachstum wiederherstellen und ist lebenslang nötig. Dazu wird Thyroxin unter regelmäßigen Kontrollen des Hormonspiegels im Blut verwendet. Durch zu späten Beginn der Substitutionsbehandlung entstandene Hirnschäden sind irreversibel.
In Jodmangelgebieten kommt der Prophylaxe mit Jod bzw. jodiertem Salz in Schwangerschaft und Kindheit eine besondere Bedeutung zu.

## Geschichte

### Etymologie
In lateinischer Fachsprache ist die Bezeichnung cretinismus seit 1656 belegt, seit dem 18. Jahrhundert ist sie auch im Französischen (crétinisme), Deutschen (Cretinismus, Kretinismus) und weiteren europäischen Volkssprachen etabliert. Sie ist abgeleitet aus französisch crétin „an Kretinismus leidender Mensch, verallgemeinert: mißgebildeter Schwachsinniger, Dummkopf“, das seit François Génin aus lateinisch christianus „christlich, Christ“ hergeleitet wurde, unter Annahme einer phonetisch anomalen Entwicklung von lateinisch -ianus zu französisch -in statt -ien und einer nicht dokumentierten Bedeutungsentwicklung „Christ > unschuldiger Mensch > gutartiger Schwachsinniger“. In der ersten eingehenden Untersuchung neuerer Romanistik stellt Christian Schmitt die Hypothese auf, dass als Etymon lateinisch crista „Auswuchs, Erhebung“, schon im klassischen Latein unter anderem für schwellende oder wuchernde Auswüchse im Kopf- und Rückenbereich von Tieren gebraucht, in Verbindung mit dem lateinisch Suffix -inus unter Annahme einer Bedeutung wie cristinus > „im Kopfbereich mißgebildeter, bekropft“ eine phonetisch und inhaltlich plausiblere Konstruktion der Entstehungsgeschichte erlaube.

### Medizingeschichte

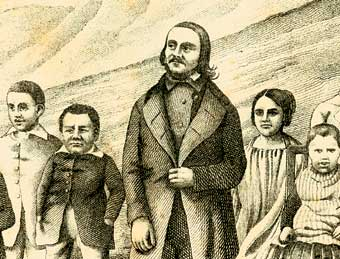
Johann Jakob Guggenbühl im Jahr 1853 mit einigen der von ihm betreuten Kinder

Geschichtlich gehen aus dem Interesse einiger Ärzte am bereits im Mittelalter dargestellten, im 16. Jahrhundert als in bestimmten Gegenden gehäuft vorkommend festgestellten und von Felix Platter zu Beginn des 17. Jahrhunderts eindrucksvoll beschriebenen Kretinismus die ersten Gründungen von Anstalten für „blödsinnige“ Kinder hervor. Ein erstes Beispiel ist die 1841 gegründete „Heilanstalt für Kretinen und blödsinnige Kinder“ des Schweizer Arztes Johann Jakob Guggenbühl bei Interlaken. Es folgten weitere Anstaltsgründungen im alpinen und süddeutschen Raum, vor allem in Württemberg, darunter die 1847 vom Uracher Oberamtsarzt Carl Heinrich Rösch gegründete Heil- und Pflegeanstalt Mariaberg, die mit differenzierten Angeboten der Beschulung, der Beschäftigung und des betreuten Wohnens als erste deutsche Komplexeinrichtung der modernen Behindertenhilfe auf medizinisch-wissenschaftlicher Grundlage gilt (heute – mit erweiterter Konzeption – bekannt unter dem Namen Mariaberg e. V.). Als Ursache der geographischen Häufung von Kretinismus wurde eine Kombination von Umwelteinflüssen (Boden, Klima, Sitten, soziale Lage, Wohnsituation), aber auch erbliche und infektiologische Ursachen diskutiert. Das Vorkommen des Kretinismus wurde von den Fachvertretern besonders stark in den Alpentälern beobachtet, während das Leiden in der Höhenluft nicht mehr zu existieren schien.
Guggenbühl beschreibt die regionalen klimatischen Bedingungen und die schlechten Hygiene-Zustände in den Dörfern als Ursachen des Kretinismus:
Später allerdings bezeichnet Guggenbühl mit dem Begriff des Kretinismus sämtliche Formen von geistiger Behinderung. Er geht überdies noch von einer möglichen Heilung des Kretinismus durch Höhenluft, Reinlichkeit, Diät, medizinische Behandlung, aber auch die richtige Erziehung aus.
Zur Erforschung zum seinerzeit in den Dörfern Frankens häufig anzutreffenden Phänomen des Kretinismus untersuchte der Würzburger Pathologe Rudolf Virchow zahlreiche Schädel unterfränkischer Verstorbener und publizierte seine Ergebnisse ab 1851, etwa mit seiner Arbeit Über den Kretinismus, namentlich in Franken, die als Veröffentlichung der Würzburger Physikalisch-medizinischen Gesellschaft erschien.
Die Vorstellung, dass der Kretinismus auf einem Mangel an Schilddrüsensekret während der Entwicklung des Kindes in der Gebärmutter und danach beruht, setzte sich durch, nachdem der Berner Chirurg Theodor Kocher 1883 festgestellt hatte, dass Kinder nach einer Entfernung der Schilddrüse wie „Kretins“ aussahen.
In den neunziger Jahren des neunzehnten Jahrhunderts führte Julius Wagner-Jauregg (1857–1940) in der Steiermark grundlegende Studien über den Kretinismus durch und behandelte ihn mittels Schilddrüsenextrakten. Anschließend führte man den endemischen Hormonmangel auf eine zu geringe Jodzufuhr durch das Trinkwasser zurück und dementsprechend wurde in der Jodsubstitution eine dem Kretinismus vorbeugende Maßnahme gesehen. Um 1905 behandelte der Würzburger Psychiater Wilhelm Weygandt den endemischen Kretinismus erfolgreich mit Thyreoidin-Tabletten.
Die ab 1918 im Mattertal durch Otto Bayard und dann ab 1922 in Appenzell Ausserrhoden durch Hans Eggenberger, später gesamtschweizerisch durchgesetzte Vorsorge mit Jodsalz hatte weltweiten Pioniercharakter. In der Folge wurden in der Schweiz keine Kretine mehr geboren.

## Weitere Begriffsverwendungen
Karl Marx prägte den Begriff Parlamentarischer Kretinismus.